# Everyday Is Christmas 〜エブリデイ・イズ・クリスマス〜
「エブリデイ・イズ・クリスマス」（Everyday Is Christmas）は、ログザンヌ・シーマンとフィリップ・シュタインケによって作曲された曲。ジャッキー・チュンが歌い、ユニバーサルミュージックから2010年1月29日に発売されたアルバム『プライベート・コーナー』（Private Corner）に収録された。後に「エブリデイ・イズ・クリスマス」はアース・ウィンド・アンド・ファイアーの2014年10月21日にソニーミュージックから発売されたアルバム『ホリデー』（Holiday）に"Every Day Is Like Christmas"（エブリデイ・イズ・ライク・クリスマス）というタイトルで収録された。

## ジャッキー・チュン版

### レコーディング
ジャッキー・チュンの「エブリデイ・イズ・クリスマス」はアンドリュー・トゥアソンによってプロデュースされた。リズムセクションはマレイシアによって録音された。ジャッキー・チュンのボーカルトラックは香港で収録され、ゲリー・ブラウンがロサンゼルスでミックスを行った。

### 作曲
ログザンヌ・シーマンとフィリップ・シュタインケがサンタモニカで「エブリデイ・イズ・クリスマス」をギターで作曲。デモはフィリップ・シュタインケがピアノとキーボードを担当し、南カリフォルニア大学の音楽科の学生たちがストリングベース、ドラム、ホルンを演奏し、オーバーダビングした。
「エブリデイ・イズ・クリスマス」はログザンヌ・シーマンがジャッキー・チュンのプロデューサー、アンドリュー・トゥアソンに頼まれて作曲した５曲のうちの最初の曲であり、チュンのジャズアルバム「プライベート・コーナー」に収録された。チュンは当初、エブリデイ・イズ・クリスマスの歌詞を広東語に訳して歌うつもりであったが、英語の歌詞の意味が気に入ったため英語で歌うことにしたと語っている。

### 評価
ノキアミュージック・ダウンロードサービスウェブサイトは「エブリデイ・イズ・クリスマス」が2010年に世界で最もダウンロードされたクリスマスソングの10位にランクインしたことが発表した。同ランキングには「ラスト・クリスマス」や「恋人たちのクリスマス」など数々の名曲も入選。ジャッキー・チュンは唯一の中国語で歌う歌手で10位以内に入った。

### ライブパフォーマンス
ジャッキー・チュンは香港ジョッキークラブで４月３０日に行われた自身のプライベートコーナーミニコンサートにて「エブリデイ・イズ・クリスマス」を披露。このコンサートはプライベートコーナー・ミニコンサートDVDに収録され、2010年7月23日に発売された。

## アース・ウィンド・アンド・ファイアー版
アース・ウィンド・アンド・ファイアーは「エブリデイ・イズ・クリスマス」を彼らの２０１４年発売のアルバム「ホリデー」に収録し、発売した。同アルバムはフィリップ・ベイリーとマイロン・マッキンリーによってプロデュースされた。ジェリー・ヘイがホルンのアレンジを担当し、デイブ・ペンサドがミックスを担当した。

## ニルス・ラングレン版
スウェーデンのR&Bファンク、ジャズトロンボーン奏者のニルス・ラングレンは「エブリデイ・イズ・クリスマス・V」を2016年10月28日発売の自身の「クリスマス・ウィズ・マイ・フレンズ・V」に加えて、発売した。このアルバムのリリースの後にニルス・ラングレンはドイツで一ヶ月にわたりツアーをした。また、「クリスマス・ウィズ・マイ・フレンズ」コレクションは125,000枚を売り上げ、ゴールドレコードとして記録された。
「エブリデイ・イズ・クリスマス」が収録されている「クリスマス・ウィズ・マイ・フレンズ・V」はニルス・ラングレンがトロンボーンとボーカルを担当し、シャーロン・ダイヤルがボーカル、ジョナス・ナットソンがサックスフォン、ジャネット・ケーンがボーカル、エヴァ・クルースがベース。ジェシカ・ピルナスがボーカル、アイダ・サンドがボーカル、ピアノ＆スクールがオルガン、ジョハン・ノーバーグがギターとカンテレを担当した。
このアルバムはスウェーデンのストックホルムにあるアトランティス・スタジオで収録された。レコーディングエンジニアのラセ・ニルソンがアシスタントのジェーン・ハンソンと共に収録を担当。追加のレコーディングはジョハン・ノーバーグがクルバストンスタジオで行い、ラセ・ニルソンがミックスとマスターをニレントスタジオで行った。